# Radiologia dell'apparato genitale maschile
La radiologia dell'apparato genitale maschile impiega l'ecografia, la tomografia computerizzata e l'imaging a risonanza magnetica. La radiologia interventistica è impiegata nel trattamento locale del carcinoma prostatico (crioablazione), dell'idrocele (aspirazione del liquido ed iniezione di sostanze sclerosanti), del varicocele e delle malformazioni artero-venose (tramite metodiche angiografiche di sclerotizzazione ed embolizzazione), oltre che dell'impotenza se causata da deficit del flusso ematico secondari a stenosi (rivascolarizzazione percutanea). La medicina nucleare è impiegata soprattutto nello studio della patologia oncologica tramite la scintigrafia ossea e la tomografia a emissione di positroni (PET) con colina per lo studio del carcinoma della prostata, mentre la PET con FDG è utilizzata nello studio del seminoma e del carcinoma del pene. Mediante un'opportuna metodica scintigrafica è possibile inoltre porre diagnosi di torsione del testicolo.

## Prostata

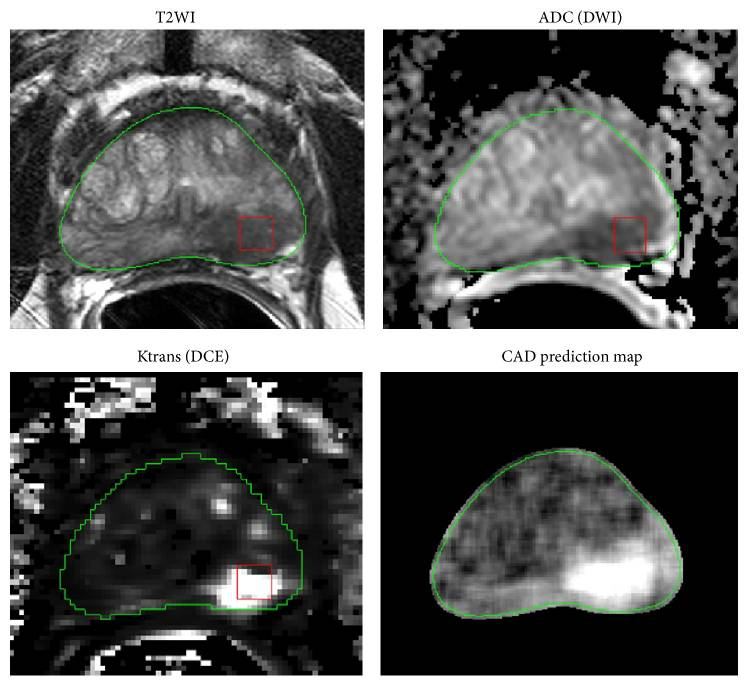
Imaging RM multiparametrico. Sono mostrate immagini ottenute mediante una sequenza T2 pesata, una mappa ADC, una mappa ktrans ed infine il risultato di un algoritmo che determina ove è localizzata l'area di carcinoma in ambito prostatico (area iperintensa in basso a destra)

La prostata può essere interessata da patologie di tipo flogistico (prostatite), di tipo oncologico (carcinoma della prostata) e dall'iperplasia prostatica benigna (IPB).
L'ecografia prostatica può essere eseguita sia per via sovrapubica sia per via endorettale. L'ecografia sovrapubica va eseguita a vescica piena e permette di misurare i diametri della ghiandola, oltre a rilevare l'eventuale residuo post-minzionale e l'ipertrofia vescicale associata ad un'eventuale ostruzione urinaria. L'approccio transrettale (TRUS) è invece fondamentale per lo studio della porzione periferica della ghiandola, più spesso interessata dal carcinoma, oltre a permettere la visualizzazione della capsula, delle vie spermatiche e del collo vescicale.
In ecografia le aree interessate da flogosi sono spesso evidenti tramite i segni prodotti dalle calcificazioni ivi presenti, mentre nella prostata interessata da IPB è spesso visibile una pseudocapsula attorno all'adenoma centrale. Il parenchima sano è ecograficamente omogeneo e di norma i lobi ghiandolari sono simmetrici. Nelle prostatiti (ben indagabili tramite la TRUS) la ghiandola appare ingrandita, con parenchima disomogeneo e a vascolarizzazione incrementata in toto all'ecodoppler. Le formi focali di iperplasia presentano gli stessi segni in una sede singola e mediante la sola ecografia non sono differenziabili dai carcinomi, tuttavia nei pazienti a rischio (con PSA >2,5) è possibile eseguire biopsie sotto guida ecografica.
La TC non è utilizzabile per lo studio della prostata in quanto tale organo presenta basso contrasto con questa metodica, il suo uso è relegato solo alla stadiazione a distanza delle forme di carcinoma localmente avanzate. La risonanza Magnetica è invece molto utilizzata, con differenti tipologie di sequenze, per lo studio locale della ghiandola. A tal fine sono utilizzabili, oltre alle classiche sequenze T1 e T2 pesate, anche la spettroscopia RM, gli studi della vascolarizzazione eseguiti mediante il mezzo di contrasto e le sequenze al tensore di diffusione. Tale esame è di solito eseguito usando una bobina endorettale (inserita previa pulizia con clisma) e ha una sensibilità superiore al 90% per lesioni grandi almeno 5 mm.
Le immagini RM morfologiche ottenute mediante le sequenze T1 e T2 pesate consentono di discendere molto bene la porzione periferica della ghiandola (di norma iperintensa), la capsula e le vescichette seminali e sono utilizzate per localizzare le lesioni sospette. Di norma le lesioni di carcinoma appaiono con queste sequenze ipointense rispetto al parenchima sano. La RM permette anche lo studio morfologico dei linfonodi locoregionali e della loggia prostatica. Le zone sottoposte a biopsia si presentano invece iperintense per la presenza di emorragia al loro interno e quindi di emosiderina.
La spettroscopia RM è di norma utilizzata per valutare l'aggressività delle lesioni sospette. Questo è possibile mediante la misurazione delle quantità di alcuni metaboliti maggiormente rappresentati nelle lesioni tumorali rispetto al parenchima sano, come la colina (utilizzata per la sintesi delle componenti della membrana cellulare e tipica delle cellule a rapida replicazione) e le poliammine. Il citrato (prodotto dal ciclo di Krebs) è invece considerato specifico per il parenchima sano, mentre la creatina è tipicamente incrementata nei tessuti infiammati. Di norma è studiato anche il seguente rapporto:
{\displaystyle R={\frac {(colina+creatina)}{citrato}}}
Un valore di tale parametro minore di 0,5 è associato al parenchima normale, fra 0,5 e 1 la lesione studiata è probabilmente neoplastica, mentre nel caso il valore sia maggiore di uno la probabilità di neoplasia è elevata.
Lo studio perfusionale eseguito mediante RM con mezzo di contrasto permette di caratterizzare le lesioni prostatiche sospette in quanto i carcinomi sono dotati di un apporto ematico maggiore del parenchima sano, effetto della neoangiogenesi indotta dalle cellule tumorali. Dopo iniezione del mdc è possibile ottenere delle curve intensità/tempo del segnale RM disegnando delle Regioni di Interesse (ROI) a livello della zona sospetta (ROI 1), della regione controlaterale (ROI 2) e di un muscolo della pelvi (ROI 3). Da queste curve è possibile ricavare i seguenti parametri:
- Onset Time (OT): tempo che impiega il segnale RM ad iniziare il suo incremento a partire dal momento di somministrazione del mezzo di contrasto (espresso in secondi). Tale tempo è ridotto nelle lesioni neoplastiche.
- Time to Peak (TTP): tempo che impiega il segnale RM a raggiungere il suo massimo a partire dal momento di somministrazione del mezzo di contrasto (espresso in secondi). Tale tempo è ridotto nelle lesioni neoplastiche.
- Peak Enhancement (PE): concentrazione massima raggiunta dal mezzo di contrasto nella zona di interesse (espressa in millimoli/Kg). Tale parametro appare incrementato nelle lesioni neoplastiche.
- Wash Out: tempo di eliminazione del mezzo di contrasto a partire dal picco (espresso in secondi); appare rapido nelle lesioni neoplastiche[4].

Le sequenze al tensore di diffusione consentono di creare delle mappe del coefficiente di diffusione (ADC) che mostrano quanto la diffusione delle molecole di acqua nei tessuti sia omogenea dal punto di vista direzionale. I tessuti neoplastici sono di solito isotropi in quanto costituiti da un gran numero di cellule che racchiudono le molecole di acqua limitandone la libertà di movimento in egual modo in tutte le direzioni, cosa che invece non avviene nel parenchima sano ove le molecole di acqua tendono ad avere una diffusione in una direzione precisa per via della microstruttura ordinata del tessuto sano (che è quindi anisotropo). Tali sequenze consentono sia di creare mappe del coefficiente ADC sia di visualizzare voxel per voxel un vettore che indica la direzione di movimento preferenziale delle molecole d'acqua localmente (quest'ultima metodica è detta trattografia o fiber tracking).
L'imaging RM multiparametrico qui descritto è utilizzato per identificare i siti da sottoporre a biopsia nei pazienti a rischio (PSA >2,5 ng/ml) e per ristadiare i pazienti dopo le terapie (specie nei casi di recidiva biochimica).

## Vie spermatiche e vescichette seminali
La patologia neoplastica primitiva a carico di queste strutture è rara, tuttavia è molto frequente il loro coinvolgimento da parte del carcinoma prostatico e della prostatite, ben valutabile sia con la TC sia con l'RM. Questi esami consentono di studiare anche il decorso delle vie spermatiche; ma non danno informazioni sulla loro pervietà, che può però essere indagata iniettando al loro interno del mezzo di contrasto per via transcutanea ed eseguendo dei radiogrammi in proiezione antero-posteriore ed obliqua (deferento-vescicolografia e deferento-epididimografia). Queste ultime metodiche sono utilizzate nello studio dell'infertilità maschile.

## Testicolo

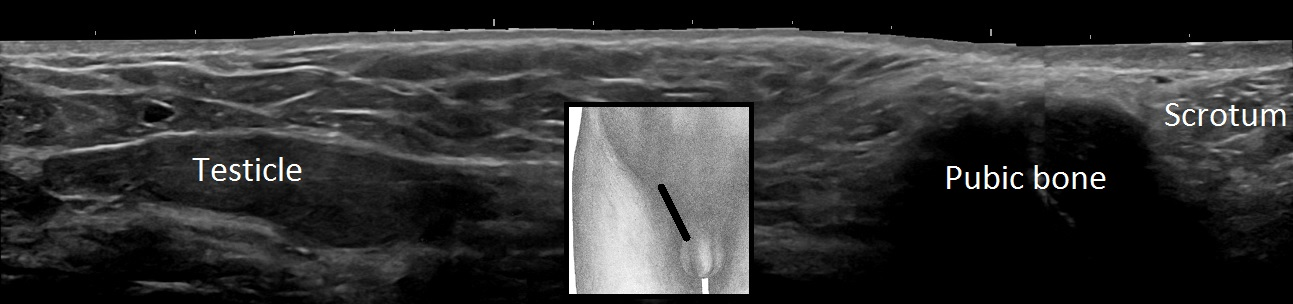
Criptorchidismo. Il testicolo ectopico è localizzato sotto il grasso sottocutaneo

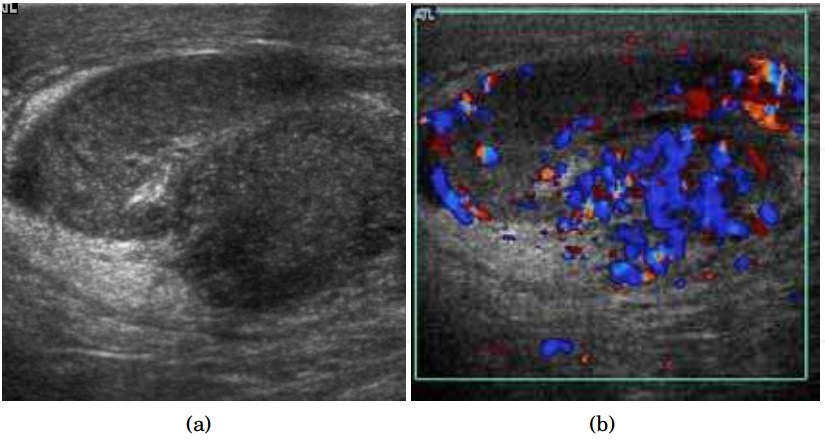
Orchiepididimite vista mediante ecografia doppler. L'organo appare diffusamente ipoecogeno ed ingrandito. La vascolarizzazione risulta incrementata al color-doppler

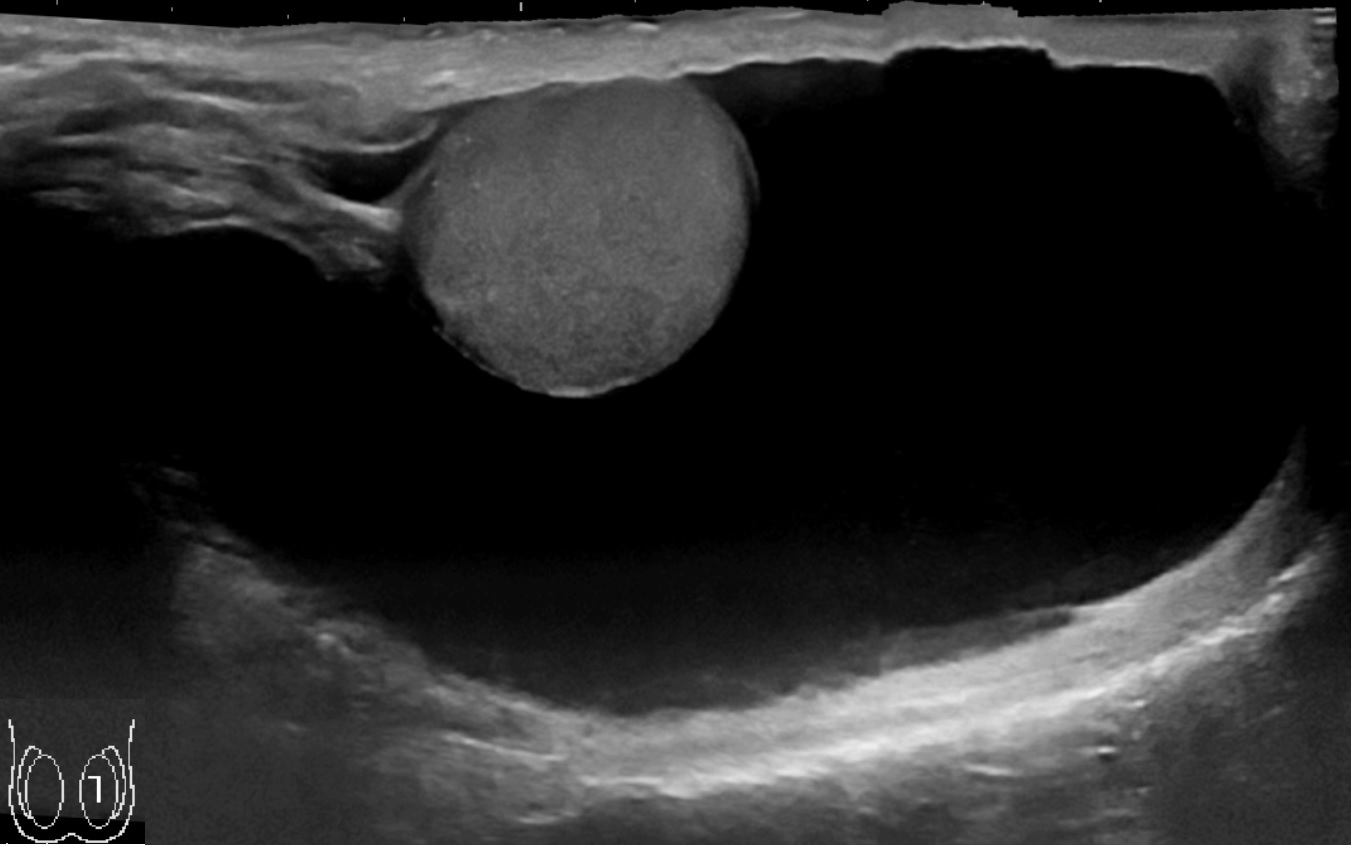
Idrocele visto in ecografia

Varicocele visto all'ecografia doppler

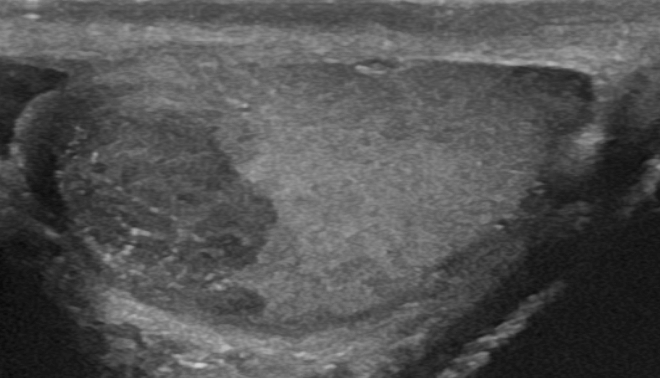
Neoplasia testicolare. La lesione appare solida, ipoecogena, disomogenea ed a margini irregolari

Lo scroto è valutabile in prima battuta mediante l'ecografia ed in seconda battuta mediante la RM.
In ecografia il testicolo normale si presenta di forma ovale ed omogeneo, con evidenza di una sottile stria iperecogena a livello dell'ilo e circondato da una parete spessa circa 6 mm. L'epididimo si presenta di norma come una stria poco iperecogena rispetto al testicolo localizzata in sede postero-laterale rispetto a questo. Nel criptorchidismo è agevole non rilevare il testicolo in sede mediante l'ecografia, mentre la RM può essere utile per esplorare le regioni corporee ove potrebbe essere localizzato l'organo non esplorabili mediante gli ultrasuoni. Nell'adolescente il testicolo ritenuto ha di solito aspetto quasi normale (solo dimensioni di poco ridotte), mentre nell'adulto spesso appare ipotrofico e/o atrofico e può essere sede di neoplasie (per tale ragioni l'organo affetto va sottoposto a regolare follow-up).
Nelle orchiti l'ecografia è l'indagine diagnostica radiologica di primo livello, che evidenzia spesso ipoecogenicità e dimensioni incrementate del testicolo affetto. Nel caso frequente di interessamento anche dell'epididimo (orchiepididimite) si può osservare anche ingrandimento di quest'ultimo. È evidente inoltre aumentata vascolarizzazione al color-doppler ed inspessimento della parete intorno all'organo a cui spesso si associa idrocele.
L'idrocele in ecografia è ben evidente come un accumulo di liquido fra i due foglietti della tunica vaginale, che nelle forme croniche appaiono inspessiti.
Il varicocele è ben diagnosticabile mediante il color-doppler e l'ecografia morfologica, che conferma la diagnosi se le vene spermatiche in clinostatismo presentano diametro maggiore di 3 mm. Sono anche da considerare il numero di vene ectasiche rinvenute (anteriori e/o posteriori), il tipo di reflusso (renale-spermatico, ileo-spermatico o misto), l'aspetto della gonade e le modificazioni indotte dalla manovra di Valsalva. Tale metodica è utilizzabile anche in follow-up e nella ristadiazione post-operatoria. Per stadiare il varicocele mediante il color-doppler si utilizza la classificazione di Sarteschi:
- Grado 1: assenza di varici
- Grado 2: piccola dilatazione delle vene del plesso posteriore e limitata alla porzione superiore del testicolo
- Grado 3: la dilatazione è assente in clinostatismo, ma compare in ortostatismo o durante l'esecuzione della manovra di Valsalva
- Grado 4: la dilatazione è presente il clinostatismo ed aumenta in ortostatismo o durante la manovra di Valsalva
- Grado 5: dilatazione presente in clinostatismo che non si modifica in ortostatismo[9].

La torsione del testicolo necessita di una diagnosi rapida per salvare l'organo colpito (entro 6 ore è necessario intervenire) che viene di solito effettuata mediante l'ecografia. Ingrandimento dell'organo si evidenzia solo tardivamente ed è frequente il riscontro di idrocele. Le metodiche color-doppler consentono di ricavare anche il tempo trascorso dall'inizio dell'evento: inizialmente si osserva infatti solo assenza di vascolarizzazione a livello del testicolo colpito, a cui segue evidenza di ecogenicità disomogenea per la presenza di fenomeni necrotici e colliquativi.
Le neoplasie testicolari possono essere differenziate da quella extratesticolari e dalle raccolte fluide utilizzando l'ecografia. Un nodo solido rilevato in sede intratesticolare deve sempre far sospettare una neoplasia a tale livello. In caso di neoplasia testicolare l'ecografia consente di stadiare l'estensione locale della malattia. I tumori testicolari appaiono di solito, ipoecogeni, disomogenei ed a margini irregolari, indipendentemente dall'istologia. L'ematoma testicolare ha un aspetto molto simile alle neoplasie, pertanto una corretta anamnesi in questi casi è indispensabile. La stadiazione linfonodale ed a distanza può essere condotta usando la TC, mentre la PET con fluorodesossiglucosio (FDG) può essere utilizzata nella ristadiazione dopo le terapie per il solo seminoma. La RM con mezzo di contrasto e ottenuta mediante bobine dedicate rappresenta un'indagine di secondo livello per lo studio locale delle neoplasie testicolari, riservato ai casi dubbi all'ecografia, mentre è anch'essa una buona alternativa per lo studio dei linfonodi peritoneali.
L'ecografia è anche un presidio indispensabile nella patologia traumatica testicolare, ove consente di evidenziare ematomi, fratture parenchimali ed edema.

## Pene

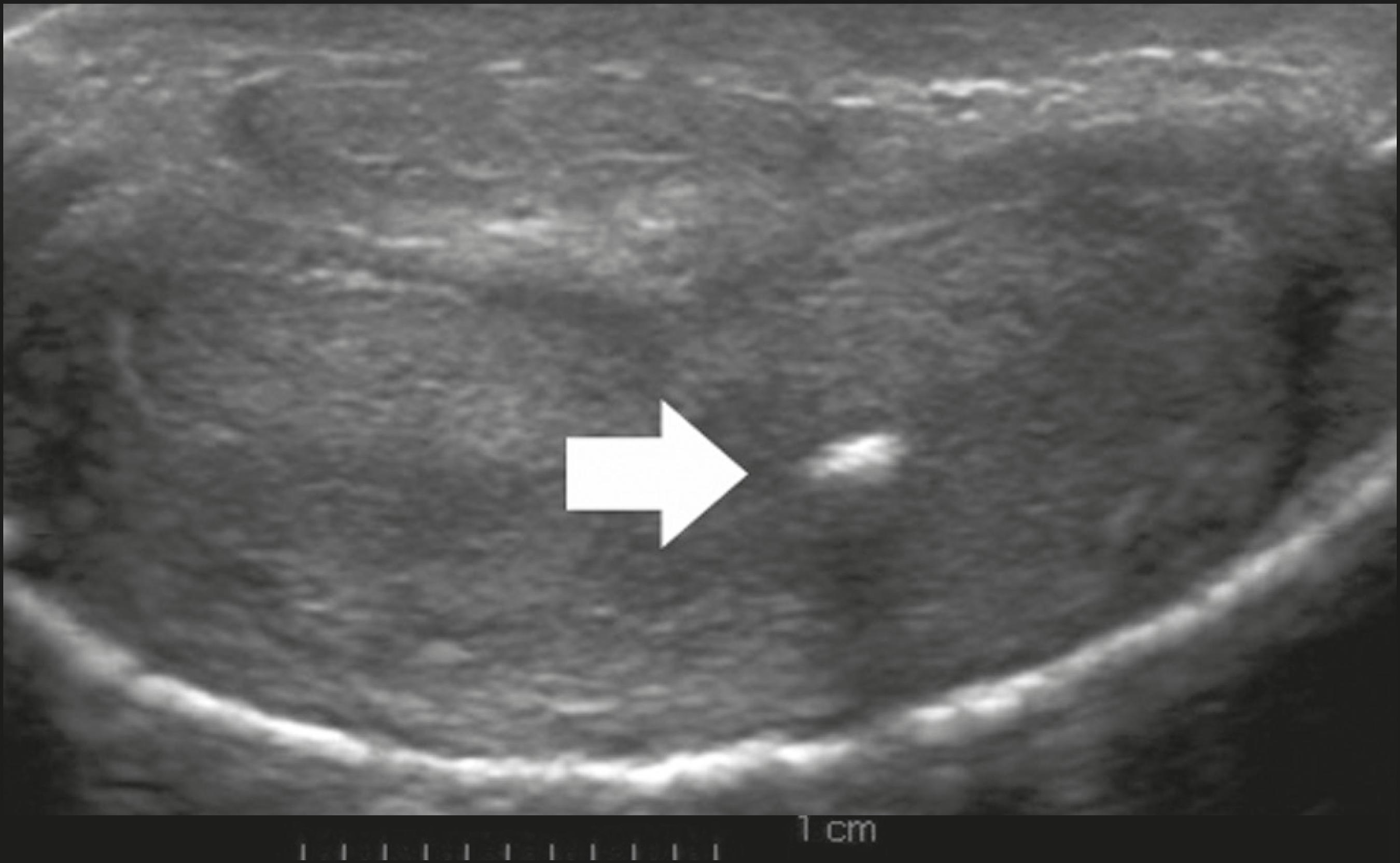
Calcificazione nel contesto di un corpo cavernoso rilevata in un paziente affetto da induratio penis plastica

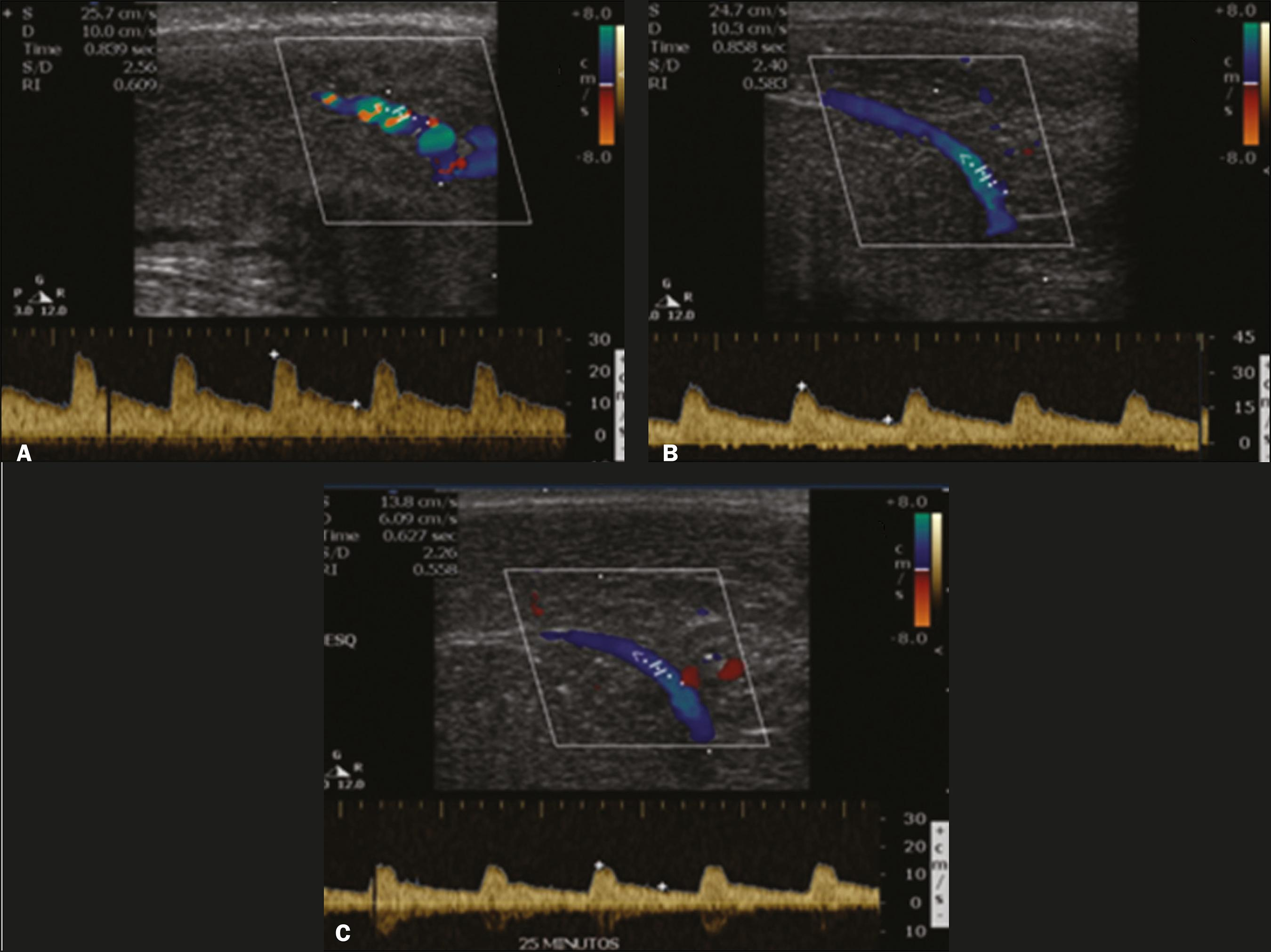
Insufficienza cavernosa rilevata mediante ecografia doppler in un paziente affetto da disfunzione erettile

Le anomalie congenite a livello dell'uretra (stenosi, valvole, ipospadia) possono essere facilmente diagnosticate tramite l'uretrografia retrograda e la cistouretrografia minzionale; la prima di queste due metodiche studia meglio l'uretra anteriore mentre la seconda la porzione posteriore e sono effettuate somministrando del mezzo di contrasto per via transuretrale ed eseguendo dei radiogrammi specifici. Ecografia, TC ed RM sono utilizzate per studiare i pazienti dopo le terapie, nelle patologie congenite, tumorali e nella diagnosi dei diverticoli uretrali. La RM in particolare consente di differenziare le varie componenti tissutali dell'uretra. L'indagine dell'uretra anteriore è spesso condotta dopo somministrazione di prostaglandine, in modo da distendere i corpi cavernosi.
Nella induratio penis plastica l'ecografia consente di rilevare i noduli fibrosi e le placche calcifiche tipiche della patologia.
Nel carcinoma del pene ecografia ed RM sono utilizzate nello studio dell'invasività locale, mentre la TC e la PET con FDG sono utili per lo studio delle metastasi a distanza (frequenti a livello dei linfonodi inguinali).
L'impotenza causata da problematiche vascolari (50% dei casi) viene studiata dapprima con l'ecografia doppler eseguita a riposo e dopo iniezione di prostaglandine e successivamente mediante arteriografia e cavernosografia (iniezione del mezzo di contrasto per via percutanea direttamente nei corpi cavernosi) o se possibile mediante Angio TC o Angio RM.